# Едмунд Фезенмайєр

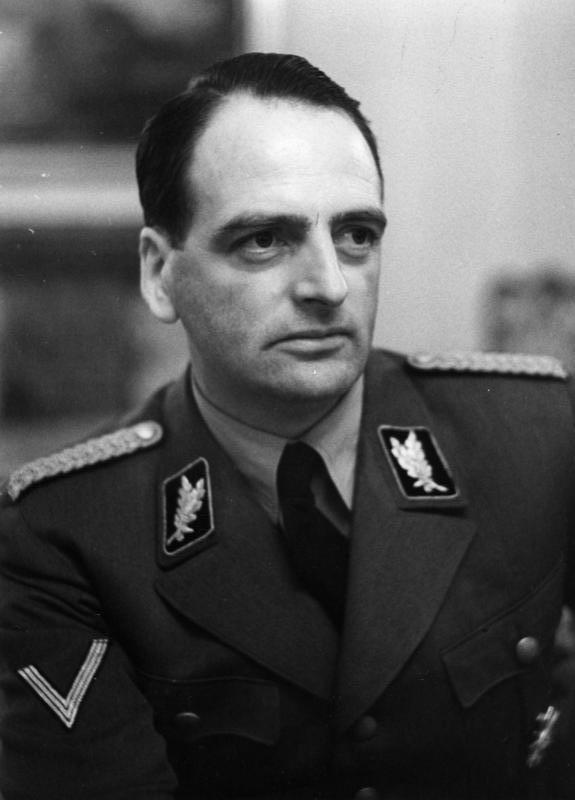
Едмунд Фезенмайєр у званні оберфюрера СС

Едмунд Фезенмайер (нім. Edmund Veesenmayer; 12 листопада 1904, Бад-Кіссінген, Німецька імперія — 24 січня 1977, Дармштадт, ФРН) — німецький політичний діяч, бригадефюрер СС.

## Біографія

### Ранні роки
Був сином викладача реального училища в Оберштауфені, куди сім'я переїхала в 1910 році. У 1923-1926 роках вивчав у Мюнхені суспільно-політичні науки, а з 1926 року навчався в докторантурі. У 1928 році отримав ступінь доктора суспільно-політичних наук і став доцентом Мюнхенського технічного університету та Берлінської школи економіки. 

### Кар'єра в НСДАП
У 1932 році познайомився з Вільгельмом Кепплером і вступив в НСДАП (членський квиток № 873 780), де зайнявся економічними питаннями. З квітня 1934 року стало референтом Кепплера, завдяки чому зав'язав стосунки з впливовими представниками ділових кіл. У червні 1934 року вступив також в СС (особистий номер 202 122).
З липня 1937 року Кепплер став керівником підготовки аншлюсу. Як його заступника Фезенмайер зіграв велику роль у відстороненні від влади гауляйтера Австрії Йозефа Леопольда. У лютому 1938 року на запрошення Йоахіма фон Ріббентропа перейшов на роботу в Імперське міністерство закордонних справ Німеччини в ранзі посланця. З березня по червень знову працював референтом Кепплера, який став імперським комісаром Відня. Незабаром став членом правління віденських акціонерних товариств Donauchemie AG і Länderbank AG.
У листопаді 1938 - березні 1939 року за дорученням Ріббентропа кілька разів виїжджав в Братиславу з посередницькими і розвідувальними цілями. Не погоджуючись з Артуром Зейсс-Інквартом і Йозефом Бюркелем, наполягав на кандидатурі Йозефа Тісо як майбутнього керівника маріонеткового уряду Словаччини. У серпні 1939 року направлений в Данциг для організації провокацій з метою нагнітання напруженості в німецько-польських відносинах. У березні 1940 року був залучений до підготовки повстання в Ірландії з метою її відділення від Великої Британії.
У квітні 1941 року відряджений в Загреб для активізації хорватських націоналістів. Після того, як Владко Мачек відмовився очолити маріонетковий уряд Хорватії, Фезенмайер висловився за кандидатуру Анте Павеліча. У 1941-1942 роках кілька разів приїжджав в Сербію і Хорватію, зокрема, для надання допомоги в боротьбі проти партизан. Рішуче закликав до депортації сербських євреїв. У 1943 році безуспішно намагався схилити Йозефа Тісо до відновлення депортації словацьких євреїв.
Навесні і восени 1943 року відвідував Угорщину для вивчення політичної ситуації. Попереджав Ріббентропа і Гітлера про хиткість угорського положення і рекомендував втрутитися. 15 березня 1944 року став надзвичайним і повноважним посланцем I класу і був направлений в Угорщину в якості представника Третього рейху з необмеженими повноваженнями, по суті справи - диктаторським: саме Фезенмайер вирішував всі питання цивільної адміністрації в країні, а за адміралом Горті і його урядом були залишені лише суто представницькі функції.
9 квітня відбулась бесіда Гітлера, Ріббентропа і Фезенмайера про захист економічних інтересів Німеччини в Угорщині.
13 червня Веезенмайер послав в МЗС телеграму, в якій говорилося: «З Карпат і з Трансільванії ... вивезено 289 357 євреїв в 92 потягах по 45 вагонів кожен». 15 червня телеграмі на ім'я Ріббентропа Фезенмайер повідомив, що на даний момент в рейх доставлено близько 340 000 євреїв, і при відсутності зривів до кінця липня кількість депортованих євреїв подвоїться. Також він заявив, що після того, як число депортованих євреїв досягне 900 000, єврейське питання буде вирішене остаточно.
У березні 1945 року покинув Угорщину і в середині травня здався в Зальцбурзі американцям. 

### Після війни
На процесі у справі Вільгельмштрассе був засуджений до 20 років тюремного ув'язнення. 31 січня 1951 верховний комісар США Джон Макклой пом'якшив вирок для більшості обвинувачених у справі. Згідно з цим рішенням, термін ув'язнення Фезенмайера скорочувався до 10 років. У грудні того ж року Фезенмайер був амністований.
У 1953 році британська розвідка розповсюдила інформацію про контакти Фезенмайера з гуртком Наумана - організацією колишніх нацистів, які планують проникнути в ВДП. Незабаром після цього Фезенмайер очолив німецьке представництво французької фірми Pennel & Flipo і аж до самої смерті жив в Дармштадті.

## Звання
- Унтерштурмфюрер СС (13 вересня 1936)
- Оберштурмфюрер СС (30 січня 1937)
- Гауптштурмфюрер СС (9 листопада 1937)
- Штандартенфюрер СС (12 березня 1938)
- Оберфюрер СС (30 січня 1942)
- Бригадефюрер СС (15 березня 1942)

## Нагороди[5]
- Хрест Воєнних заслуг 2-го класу з мечами
- Хрест Воєнних заслуг 1-го класу з мечами
- Лицарський хрест Хреста Воєнних заслуг з мечами (25 жовтня 1944)
- Медаль «За вислугу років у СС» 4-го і 3-го класу (8 років)
- Кільце «Мертва голова»
- Почесний кут старих бійців
- Почесний кинджал СС
- Почесна шпага рейхсфюрера СС